# Campeonato Europeo de Natación de 2000
El XXV Campeonato Europeo de Natación se celebró en Helsinki (Finlandia) entre el 28 de junio y el 9 de julio de 2000 bajo la organización de la Liga Europea de Natación (LEN) y la Federación Finlandesa de Natación.
Se realizaron competiciones de natación, natación sincronizada, saltos y natación en aguas abiertas. Los tres primeros deportes tuvieron como sede las piscinas del Centro de Natación Mäkelänrinne de la capital finlandesa, las competiciones de aguas abiertas se disputaron en el lago Nuuksio, ubicado al noroeste de la ciudad de Espoo.

## Resultados de natación

### Masculino
| Evento                           | Oro                                                                                                | Plata                                                                                    | Bronce |
| -------------------------------- | -------------------------------------------------------------------------------------------------- | ---------------------------------------------------------------------------------------- | --- |
| 50 m libre (09.07)               | Alexandr Popov · Rusia · 21,91                                                                     | Pieter van den Hoogenband · Países Bajos · 22,35                                         | Lorenzo Vismara · Italia · 22,38                                                                           |
| 100 m libre (05.07)              | Alexandr Popov · Rusia · 48,61                                                                     | Pieter van den Hoogenband · Países Bajos · 48,77                                         | Lars Frölander · Suecia · 49,24                                                                            |
| 200 m libre (07.07)              | Massimiliano Rosolino · Italia · 1:47,31                                                           | Pieter van den Hoogenband · Países Bajos · 1:47,62                                       | Paul Palmer Reino Unido 1:49,54                                                                            |
| 400 m libre (03.07)              | Emiliano Brembilla · Italia · 3:48,56                                                              | Dragoș Coman · Rumania · 3:48,69                                                         | Paul Palmer Reino Unido 3:50,67                                                                            |
| 1500 m libre (07.07)             | Ihor Chervynski · Ucrania · 15:05,31                                                               | Emiliano Brembilla · Italia · 15:06,42                                                   | Dragoș Coman · Rumania · 15:10,97                                                                          |
| 50 m espalda (06.07)             | Stev Theloke · Alemania · 25,60                                                                    | Darius Grigalionis · Lituania · 25,61                                                    | David Ortega · España · 26,00                                                                              |
| 100 m espalda (04.07)            | David Ortega · España · 55,50                                                                      | Volodymyr Nikolaichuk · Ucrania · 55,64                                                  | Derya Büyükuncu Turquía 55,84                                                                              |
| 200 m espalda (08.07)            | Gordan Kožulj · Croacia · 1:58,62                                                                  | Emanuele Merisi · Italia · 2:00,02                                                       | Yoav Gath Israel 2:00,32                                                                                   |
| 50 m braza (07.07)               | Mark Warnecke · Alemania · 27,75                                                                   | Oleg Lisogor · Ucrania · 27,81                                                           | Remo Lütolf · Suiza · 27,91                                                                                |
| 100 m braza (04.07)              | Domenico Fioravanti · Italia · 1:02,02                                                             | Jarno Pihlava · Finlandia · 1:02,07                                                      | Dmitri Komornikov · Rusia · 1:02,11                                                                        |
| 200 m braza (06.07)              | Dmitri Komornikov · Rusia · 2:13,09                                                                | Domenico Fioravanti · Italia · 2:14,87                                                   | Maxim Podoprigora · Austria · 2:15,07                                                                      |
| 50 m mariposa (04.07)            | Jere Hård · Finlandia · 23,88                                                                      | Lars Frölander · Suecia · 23,96                                                          | Mark Foster Reino Unido 24,02                                                                              |
| 100 m mariposa (08.07)           | Lars Frölander · Suecia · 52,23                                                                    | Thomas Rupprath · Alemania · 53,38                                                       | James Hickman Reino Unido 53,44                                                                            |
| 200 m mariposa (06.07)           | Anatoli Poliakov · Rusia · 1:56,76                                                                 | James Hickman Reino Unido 1:58,44                                                        | Ioan Gherghel · Rumania · 1:58,54                                                                          |
| 200 m cuatro estilos (05.07)     | Massimiliano Rosolino · Italia · 2:00,62                                                           | Christian Keller · Alemania · 2:02,02                                                    | Xavier Marchand Francia 2:02,06                                                                            |
| 400 m cuatro estilos (09.07)     | István Batházi · Hungría · 4:18,51                                                                 | Cezar Bădiţă · Rumania · 4:19,42                                                         | Johann le Bihan Francia 4:20,50                                                                            |
| 4 X 100 m libre (03.07)          | Rusia · Denis Pimankov · Dmitri Chernichev · Andrei Kapralov · Alexandr Popov · 3:18,75            | Alemania · Stefan Herbst · Lars Conrad · Christian Tröger · Stephan Kunzelmann · 3:19,16 | Francia Romain Barnier Nicolas Kintz Hugo Viart Frédérick Bousquet 3:20,37                                 |
| 4 X 200 m libre (08.07)          | Italia · Massimiliano Rosolino · Matteo Pelliciari · Simone Cercato · Emiliano Brembilla · 7:16,52 | Alemania · Michael Kiedel · Christian Keller · Stefan Herbst · Stefan Pohl · 7:18,96     | Países Bajos · Martijn Zuijdweg · Marcel Wouda · Mark van der Zijden · Pieter van den Hoogenband · 7:19,91 |
| 4 X 100 m cuatro estilos (09.07) | Rusia · Vladislav Aminov · Dmitri Komornikov · Dmitri Chernishev · Alexandr Popov · 3:39,29        | Suecia · Matthias Ohlin · Martin Gustavsson · Lars Frölander · Stefan Nystrand · 3:40,43 | Ucrania · Volodymyr Nikolaichuk · Oleg Lisogor · Andri Serdinov · Pavlo Jnykin · 3:40,91                   |

- RM – Récord mundial

### Femenino
| Evento                           | Oro                                                                                            | Plata                                                                                   | Bronce                                                                                 |
| -------------------------------- | ---------------------------------------------------------------------------------------------- | --------------------------------------------------------------------------------------- | -------------------------------------------------------------------------------------- |
| 50 m libre (09.07)               | Therese Alshammar · Suecia · 24,44                                                             | Wilma van Hofwegen · Países Bajos · 25,46                                               | Olga Mukomol · Ucrania · 25,54                                                         |
| 100 m libre (05.07)              | Therese Alshammar · Suecia · 54,41                                                             | Martina Moravcová · Eslovaquia · 54,45                                                  | Mette Jacobsen Dinamarca 55,31                                                         |
| 200 m libre (08.07)              | Natalia Baranovskaya · Bielorrusia · 1:59,51                                                   | Martina Moravcová · Eslovaquia · 2:00,08                                                | Camelia Potec · Rumania · 2:00,32                                                      |
| 400 m libre (09.07)              | Yana Klochkova · Ucrania · 4:09,41                                                             | Natalia Baranovskaya · Bielorrusia · 4:11,37                                            | Camelia Potec · Rumania · 4:11,76                                                      |
| 800 m libre (06.07)              | Flavia Rigamonti · Suiza · 8:29,16                                                             | Chantal Strasser · Suiza · 8:31,36                                                      | Kirsten Vlieghuis · Países Bajos · 8:37,94                                             |
| 50 m espalda (09.07)             | Nina Zhivanevskaya · España · 28,76                                                            | Diana Mocanu · Rumania · 28,85                                                          | Ilona Hlaváčková · República Checa · 29,19                                             |
| 100 m espalda (07.07)            | Nina Zhivanevskaya · España · 1:01,02                                                          | Diana Mocanu · Rumania · 1:01,54                                                        | Louise Ørnstedt · Países Bajos · 1:01,88                                               |
| 200 m espalda (04.07)            | Nina Zhivanevskaya · España · 2:09,53                                                          | Diana Mocanu · Rumania · 2:11,62                                                        | Antje Buschschulte · Alemania · 2:12,04                                                |
| 50 m braza (07.07)               | Ágnes Kovács · Hungría · 31,68                                                                 | Zoe Baker Reino Unido 32,00                                                             | Sylvia Gerasch · Alemania · 32,02                                                      |
| 100 m braza (05.07)              | Ágnes Kovács · Hungría · 1:08,38                                                               | Sylvia Gerasch · Alemania · 1:09,28                                                     | Svitlana Bondarenko · Ucrania · 1:09,81                                                |
| 200 m braza (08.07)              | Beatrice Câșlaru · Rumania · 2:26,76                                                           | Ágnes Kovács · Hungría · 2:26,85                                                        | Karine Bremond Francia 2:28,20                                                         |
| 50 m mariposa (04.07)            | Anna-Karin Kammerling · Suecia · 26,40                                                         | Karen Egdal Dinamarca 26,97                                                             | Martina Moravcová · Eslovaquia · 26,98                                                 |
| 100 m mariposa (07.07)           | Martina Moravcová · Eslovaquia · 58,72                                                         | Otylia Jędrzejczak · Polonia · 58,97                                                    | Johanna Sjöberg · Suecia · 59,29                                                       |
| 200 m mariposa (09.07)           | Otylia Jędrzejczak · Polonia · 2:08,63                                                         | Mette Jacobsen Dinamarca 2:08,77                                                        | Mireia García Sánchez · España · 2:10,44                                               |
| 200 m cuatro estilos (06.07)     | Beatrice Câșlaru · Rumania · Yana Klochkova · Ucrania · 2:12,57                                |                                                                                         | Sue Rolph Reino Unido 2:15,82                                                          |
| 400 m cuatro estilos (03.07)     | Yana Klochkova · Ucrania · 4:39,78                                                             | Beatrice Câșlaru · Rumania · 4:41,64                                                    | Yseult Gervy · Bélgica · 4:46,15                                                       |
| 4 X 100 m libre (03.07)          | Suecia · Louise Jöhnke · Johanna Sjöberg · Anna-Karin Kammerling · Therese Alshammar · 3:42,38 | Italia · Luisa Striani · Sara Parise · Cecilia Vianini · Cristina Chiuso · 3:45,31      | Bélgica · Nina van Koecjoven · Liesbet Dreesen · Sofie Goffin · Tine Bossyut · 3:46,42 |
| 4 X 200 m libre (04.07)          | Rumania · Camelia Potec · Simona Păduraru · Lorena Diaconescu · Beatrice Câșlaru · 8:03,17     | Italia · Luisa Striani · Sara Parise · Cecilia Vianini · Cristina Chiuso · 8:08,14      | Francia Solenne Figuès Laetitia Choux Katarine Quélennec Alicia Bozon 8:08,30          |
| 4 X 100 m cuatro estilos (09.07) | Suecia · Therese Alshammar · Emma Igelström · Johanna Sjöberg · Louise Johnke · 4:06,00        | Bélgica · Sofie Wolfs · Brigitte Becue · Fabienne Dufour · Nina van Koecjoven · 4:09,52 | Rumania · Raluca Udroiu · Beatrice Câșlaru · Diana Mocanu · Camelia Potec · 4:10,05    |

- RM – Récord mundial

### Medallero
| Núm. | País            | Oro | Plata | Bronce | Total |
| ---- | --------------- | --- | ----- | ------ | ----- |
| 1    | Suecia          | 6   | 2     | 2      | 10    |
| 2    | Rusia           | 6   | 0     | 1      | 7     |
| 3    | Italia          | 5   | 5     | 1      | 11    |
| 4    | Ucrania         | 4   | 2     | 3      | 9     |
| 5    | España          | 4   | 0     | 2      | 6     |
| 6    | Rumania         | 3   | 6     | 5      | 14    |
| 7    | Hungría         | 3   | 1     | 0      | 4     |
| 8    | Alemania        | 2   | 5     | 2      | 9     |
| 9    | Eslovaquia      | 1   | 2     | 1      | 4     |
| 10   | Suiza           | 1   | 1     | 1      | 3     |
| 11   | Bielorrusia     | 1   | 1     | 0      | 2     |
| 11   | Finlandia       | 1   | 1     | 0      | 2     |
| 11   | Polonia         | 1   | 1     | 0      | 2     |
| 14   | Croacia         | 1   | 0     | 0      | 1     |
| 15   | Países Bajos    | 0   | 4     | 2      | 6     |
| 16   | Reino Unido     | 0   | 2     | 5      | 7     |
| 17   | Dinamarca       | 0   | 2     | 2      | 4     |
| 18   | Bélgica         | 0   | 1     | 2      | 3     |
| 19   | Lituania        | 0   | 1     | 0      | 1     |
| 20   | Francia         | 0   | 0     | 5      | 5     |
| 21   | Austria         | 0   | 0     | 1      | 1     |
| 21   | Israel          | 0   | 0     | 1      | 1     |
| 21   | República Checa | 0   | 0     | 1      | 1     |
| 21   | Turquía         | 0   | 0     | 1      | 1     |
|      | TOTAL           | 39  | 37    | 38     | 114   |

## Resultados de saltos

### Masculino
| Evento                          | Oro                                                    | Plata                                               | Bronce                                                     |
| ------------------------------- | ------------------------------------------------------ | --------------------------------------------------- | ---------------------------------------------------------- |
| Trampolín 1 m (03.07)           | Alexander Mesch · Alemania · 370,53 pts.               | Dmitri Baibakov · Rusia · 363,00 pts.               | Joona Puhakka · Finlandia · 347,16 pts.                    |
| Trampolín 3 m (06.07)           | Dmitri Sautin · Rusia · 681,48                         | Stefan Ahrens · Alemania · 641,94                   | Alexandr Dobroskok · Rusia · 634,59                        |
| Plataforma 10 m (09.07)         | Dmitri Sautin · Rusia · 710,07                         | Heiko Meyer · Alemania · 635,97                     | Igor Lukashin · Rusia · 634,98                             |
| Trampolín 3 m sincro. (04.07)   | Andreas Wels · Tobias Schellenberg · Alemania · 331,98 | Dmitri Sautin · Alexandr Dobroskok · Rusia · 328,56 | José Miguel Gil · Rafael Álvarez Serrano · España · 293,46 |
| Plataforma 10 m sincro. (07.07) | Dmitri Sautin · Igor Lukashin · Rusia ·                | Alexandr Skripnik · Roman Volodkov · Ucrania ·      | Leon Taylor Pete Waterfield Reino Unido                    |

### Femenino
| Evento                          | Oro                                          | Plata                                                       | Bronce                                           |
| ------------------------------- | -------------------------------------------- | ----------------------------------------------------------- | ------------------------------------------------ |
| Trampolín 1 m (04.07)           | Vera Ilina · Rusia · 275,28 pts.             | Heike Fischer · Alemania · 256,83 pts.                      | Natalia Umiskova · Rusia · 252,00 pts.           |
| Trampolín 3 m (08.07)           | Yulia Pajalina · Rusia · 578,37              | Dörte Lindner · Alemania · 528,72                           | Anna Lindberg · Suecia · 523,77                  |
| Plataforma 10 m (05.07)         | Svetlana Timoshinina · Rusia · 482,34        | Ute Wetzig · Alemania · 476,73                              | Olena Zhupina · Ucrania · 475,86                 |
| Trampolín 3 m sincro. (09.07)   | Yulia Pajalina · Vera Ilina · Rusia · 303,12 | Conny Schmalfuss · Dörte Lindner · Alemania · 272,52        | Anna Sorokina · Olena Zhupina · Ucrania · 263,88 |
| Plataforma 10 m sincro. (03.07) | Anke Piper · Ute Wetzig · Alemania · 268,05  | Evgenia Olshevskaya · Svetlana Timoshinina · Rusia · 265,20 | Olga Leonova · Olena Zhupina · Ucrania · 246,54  |

### Medallero
| Núm. | País        | Oro | Plata | Bronce | Total |
| ---- | ----------- | --- | ----- | ------ | ----- |
| 1    | Rusia       | 7   | 3     | 3      | 13    |
| 2    | Alemania    | 3   | 6     | 0      | 9     |
| 3    | Ucrania     | 0   | 1     | 3      | 4     |
| 4    | España      | 0   | 0     | 1      | 1     |
| 4    | Finlandia   | 0   | 0     | 1      | 1     |
| 4    | Reino Unido | 0   | 0     | 1      | 1     |
| 4    | Suecia      | 0   | 0     | 1      | 1     |
|      | TOTAL       | 10  | 10    | 10     | 30    |

## Resultados de natación en aguas abiertas

### Masculino
| Evento        | Oro                              | Plata                              | Bronce                          |
| ------------- | -------------------------------- | ---------------------------------- | ------------------------------- |
| 5 km (07.07)  | Luca Baldini · Italia · 55:13,1  | Fabio Venturini · Italia · 55:16,4 | David Meca · España · 55:35,3   |
| 25 km (09.07) | Stéphane Lecat Francia 5:05:22,5 | David Meca · España · 5:05:28,9    | Fabio Fusi · Italia · 5:06:25,5 |

### Femenino
| Evento        | Oro                                 | Plata                                     | Bronce                                       |
| ------------- | ----------------------------------- | ----------------------------------------- | -------------------------------------------- |
| 5 km (08.07)  | Peggy Büchse · Alemania · 1:00:26,6 | Britta Kamrau · Alemania · 1:00:40,9      | Jana Pechanová · República Checa · 1:00:41,6 |
| 25 km (09.07) | Peggy Büchse · Alemania · 5:22:11,1 | Edith van Dijk · Países Bajos · 5:24:47,0 | Valeria Casprini · Italia · 5:24:52,7        |

### Medallero
| Núm. | País            | Oro | Plata | Bronce | Total |
| ---- | --------------- | --- | ----- | ------ | ----- |
| 1    | Alemania        | 2   | 1     | 0      | 3     |
| 2    | Italia          | 1   | 1     | 2      | 4     |
| 3    | Francia         | 1   | 0     | 0      | 1     |
| 4    | España          | 0   | 1     | 1      | 2     |
| 5    | Países Bajos    | 0   | 1     | 0      | 1     |
| 6    | República Checa | 0   | 0     | 1      | 1     |
|      | TOTAL           | 4   | 4     | 4      | 12    |

## Resultados de natación sincronizada
| Evento         | Oro | Plata | Bronce |
| -------------- | --- | --- | --- |
| Solo (30.06)   | Olga Brusnikina · Rusia · 99,200 pts. | Virginie Dedieu Francia 98,080 pts. | Gemma Mengual · España · 96,240 pts. |
| Dúo (01.07)    | Olga Brusnikina · Maria Kiseliova · Rusia · 99,360 | Virginie Dedieu Myriam Lignot Francia 97,160 | Gemma Mengual · Paola Tirados · España · 96,080                                                                                              |
| Equipo (02.07) | Yelena Azarova · Olga Brusnikina · Maria Kiseliova · Olga Novokshchenova · Irina Pershina · Yelena Soya · Yulia Vasilieva · Olga Vasiukova · Rusia · 99,520 | Giada Ballan · Serena Bianchi · Mara Brunetti · Giovanna Burlando · Chiara Cassin · Maurizia Cecconi · Alessia Lucchini · Clara Porchetto · Italia · 97,480 | Cinthia Bouhier Virginie Dedieu Charlotte Fabre Myriam Glez Rachel Le Bozec Myriam Lignot Charlotte Massardier Magali Rathier Francia 97,000 |

### Medallero
| Núm. | País    | Oro | Plata | Bronce | Total |
| ---- | ------- | --- | ----- | ------ | ----- |
| 1    | Rusia   | 3   | 0     | 0      | 3     |
| 2    | Francia | 0   | 2     | 1      | 3     |
| 3    | Italia  | 0   | 1     | 0      | 1     |
| 4    | España  | 0   | 0     | 2      | 2     |
|      | TOTAL   | 3   | 3     | 3      | 6     |

## Medallero total
| Núm. | País            | Oro | Plata | Bronce | Total |
| ---- | --------------- | --- | ----- | ------ | ----- |
| 1    | Rusia           | 16  | 3     | 4      | 23    |
| 2    | Alemania        | 7   | 12    | 2      | 21    |
| 3    | Italia          | 6   | 7     | 3      | 16    |
| 4    | Suecia          | 6   | 2     | 3      | 11    |
| 5    | Ucrania         | 4   | 3     | 6      | 13    |
| 6    | España          | 4   | 1     | 6      | 11    |
| 7    | Rumania         | 3   | 6     | 5      | 14    |
| 8    | Hungría         | 3   | 1     | 0      | 4     |
| 9    | Francia         | 1   | 2     | 6      | 9     |
| 10   | Eslovaquia      | 1   | 2     | 1      | 4     |
| 11   | Finlandia       | 1   | 1     | 1      | 3     |
| 11   | Suiza           | 1   | 1     | 1      | 3     |
| 13   | Bielorrusia     | 1   | 1     | 0      | 2     |
| 13   | Polonia         | 1   | 1     | 0      | 2     |
| 15   | Croacia         | 1   | 0     | 0      | 1     |
| 16   | Países Bajos    | 0   | 5     | 2      | 7     |
| 17   | Reino Unido     | 0   | 2     | 6      | 8     |
| 18   | Dinamarca       | 0   | 2     | 2      | 4     |
| 19   | Bélgica         | 0   | 1     | 2      | 3     |
| 20   | Lituania        | 0   | 1     | 0      | 1     |
| 21   | República Checa | 0   | 0     | 2      | 2     |
| 22   | Austria         | 0   | 0     | 1      | 1     |
| 22   | Israel          | 0   | 0     | 1      | 1     |
| 22   | Turquía         | 0   | 0     | 1      | 1     |
|      | TOTAL           | 56  | 54    | 55     | 165   |